# 14 Dywizja Grenadierów SS (1 ukraińska)

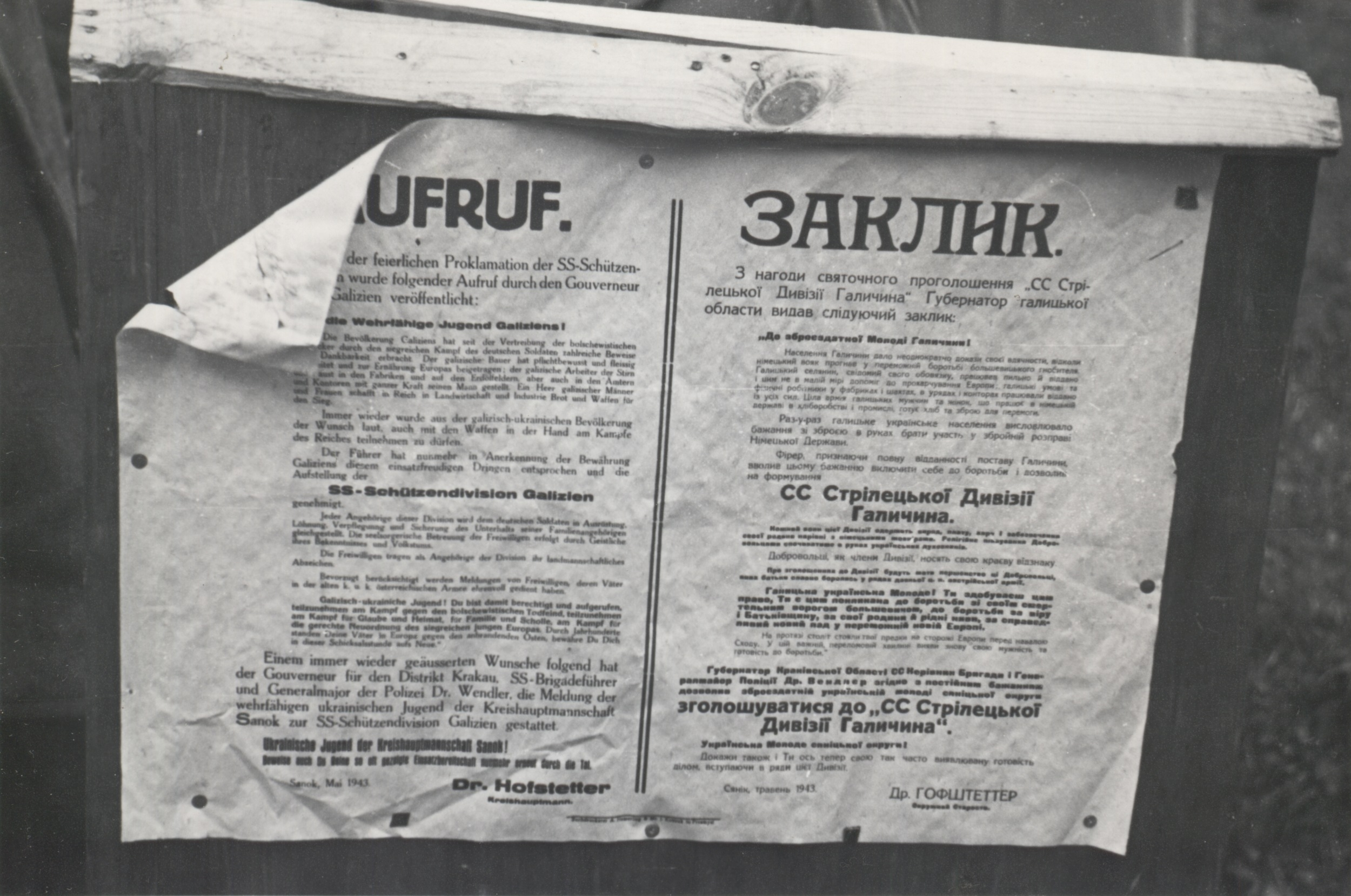
Plakat werbunkowy do SS-Galizien w jęz. niemieckim i ukraińskim podpisany przez starostę dr. praw Hofstettera, Sanok, maj 1943

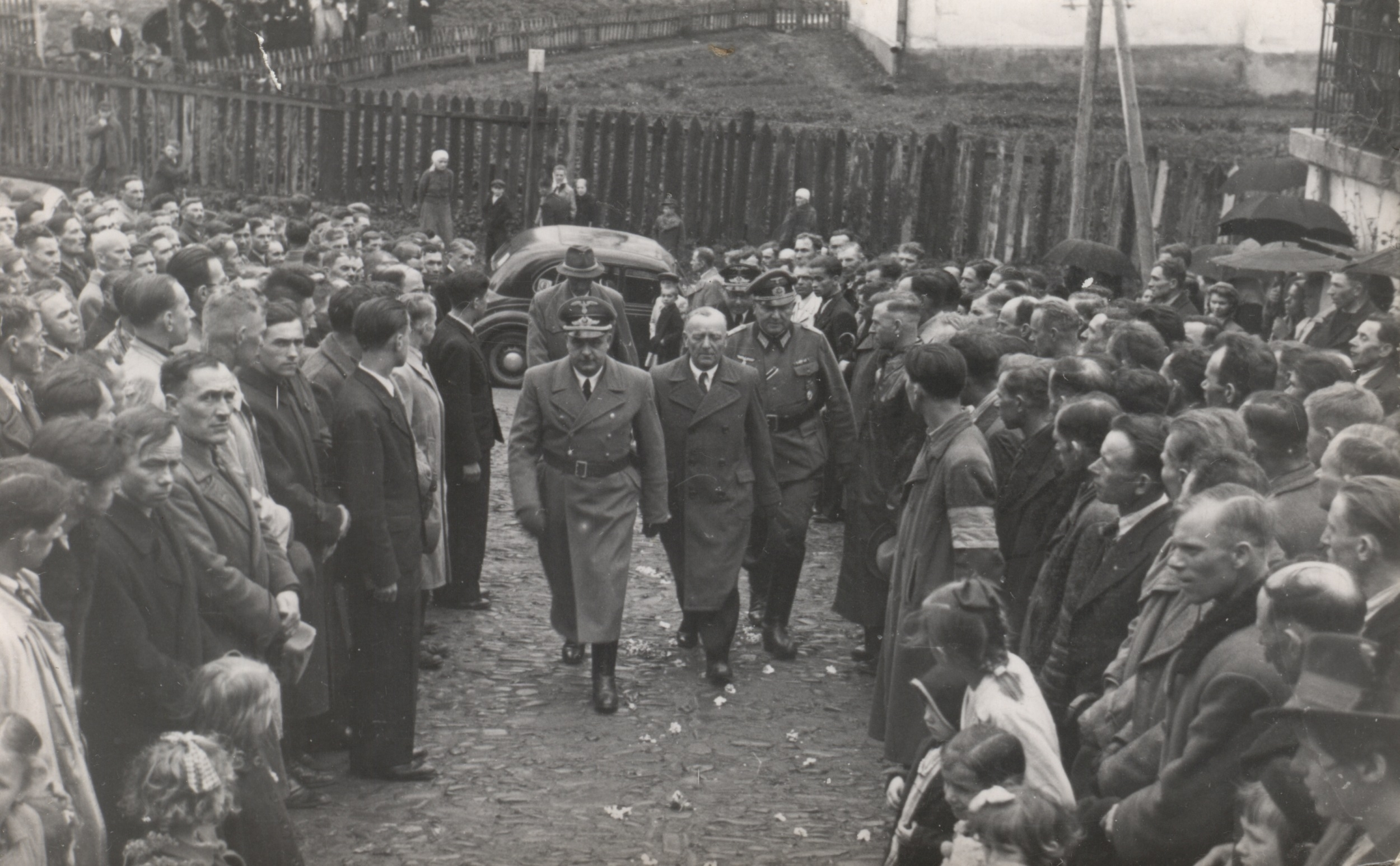
Starosta Hofstetter z gubernatorem Frankiem wchodzą do cerkwi greckokatolickiej w Sanoku, witani przez ochotników do SS-Galizien

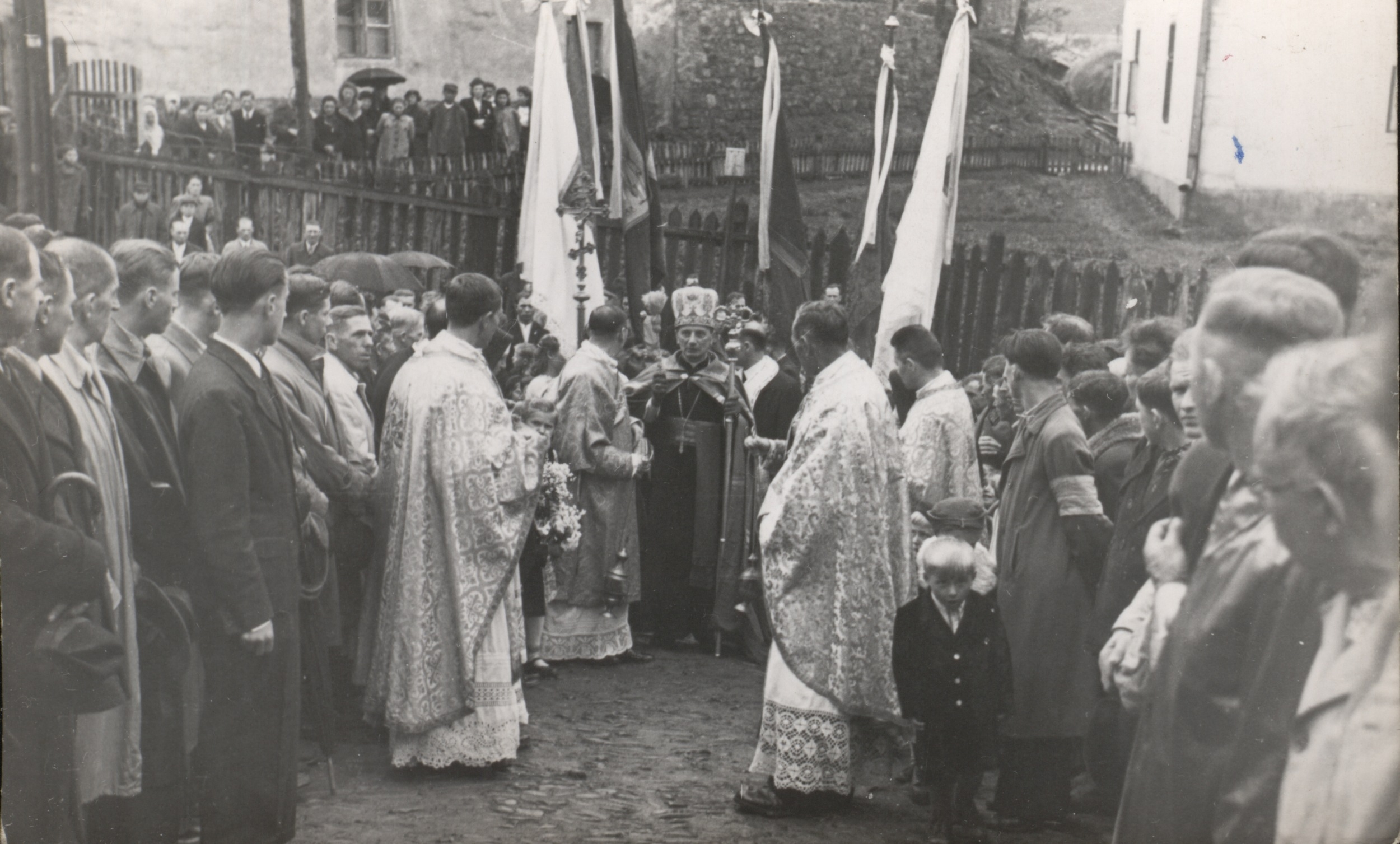
Administrator Apostolski Łemkowszczyzny dr Ołeksandr Małynowski, oczekuje starosty Hofstettera przed cerkwią pw. Zesłania Ducha Świętego w Sanoku

Defilada ochotników do SS Galizien, Sanok, ul. Kościuszki, maj 1943

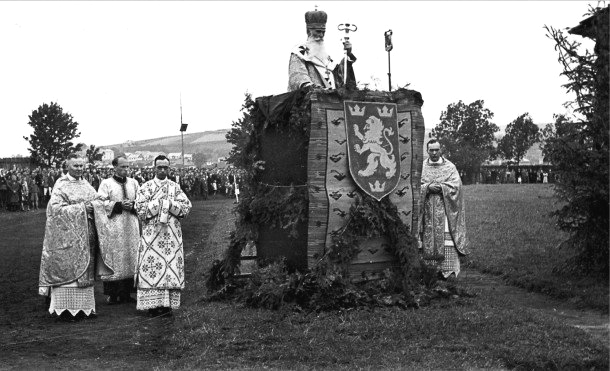
Biskup greckokatolicki Jozafat Kocyłowski przemawiający do ukraińskich ochotników 14 Dywizji Grenadierów SS w Przemyślu w 1943 r. W czasie nabożeństwa biskup upominał ich słowami: „Idźcie do boju i wróćcie jako zwycięzcy”.

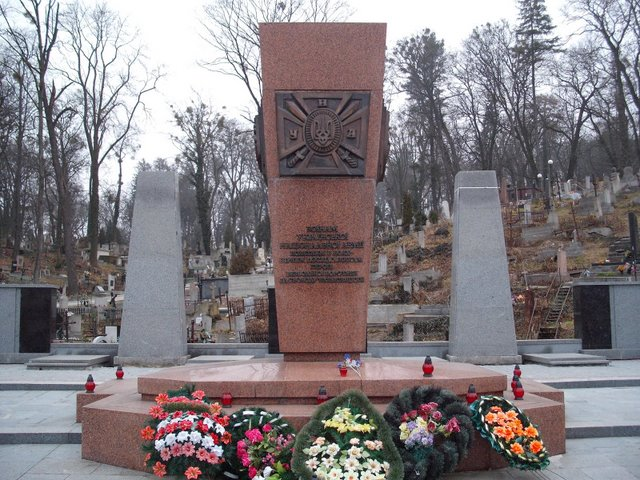
Pomnik poległych żołnierzy Ukraińskiej Armii Narodowej (UNA) oraz ukraińskich esesmanów dywizji SS-Galizien na Cmentarzu Łyczakowskim we Lwowie

14 Dywizja Grenadierów Waffen SS (1 ukraińska) (ukr. 14-та Стрілецька Дивізія Зброї СС, niem. 14. Waffen-Grenadier-Division der SS (ukrainische Nr. 1), potocznie określana w Polsce jako 14 Dywizja Waffen SS-Galizien, nazywana również SS Hałyczyna – jednostka wojskowa utworzona wiosną 1943 przez III Rzeszę z ukraińskich ochotników z Galicji. Organizacji dywizji ze strony niemieckiej patronował gubernator Dystryktu Galicja Generalnego Gubernatorstwa – Otto von Wächter, zaś ze strony ukraińskiej polityczne zaplecze stanowił Ukraiński Komitet Centralny w Krakowie pod przewodnictwem prof. Wołodymyra Kubijowycza i działacze OUN-M.
23 września 2020 r. ukraiński Sąd Najwyższy orzekł, że symbole Dywizji SS Galicja nie są związane z nazizmem i dlatego nie mogą być zakazane w kraju. To samo twierdził Ukraiński Instytut Pamięci Narodowej, kierowany wówczas przez Wołodymyra Wiatrowycza.

## Geneza, organizacja jednostki
Dywizja z założenia miała galicyjski, nie zaś ukraiński charakter – jako symboliki nie wprowadzono ukraińskiego tryzuba i błękitno-żółtego sztandaru; zamiast tego symbolem był żółty galicyjski lew z trzema złotymi koronami w niebieskim polu. Pomimo późniejszej możliwości utworzenia jednostki stricte ukraińskiej, władze niemieckie nie zgodziły się na takie działania, gdyż od samego początku wojny nie zaakceptowały dążeń ukraińskich do utworzenia niepodległej Ukrainy. Dał temu wyraz już 12 września 1940 w Krakowie Hans Frank na posiedzeniu rządu Generalnego Gubernatorstwa: „Wszystkich nas zajmuje sprawa ukraińska. Doszliśmy do przekonania, że według wielu Ukraińców Generalne Gubernatorstwo jest tylko jednym z wielu czynników, które los wybrał, aby przywrócić narodowi ukraińskiemu wielką Ukrainę. Na to pójść nie możemy. Ukraińcy są obywatelami Wielkiej Rzeszy Niemieckiej, skoro zamieszkują obszar niemiecki...”.
Na początku 1943 r. rosnące straty skłoniły niemieckich przywódców do skorygowania nieprzejednanego stanowiska wobec tworzenia ukraińskich oddziałów. Z inicjatywy gubernatora dystryktu Galicja, Otto Wächtera, postanowiono sformować galicyjską Dywizję Waffen SS, przeznaczoną do regularnych walk na froncie wschodnim.
W marcu 1943 Heinrich Himmler zaaprobował pierwotną propozycję Wächtera utworzenia złożonego z 3,5 tys. ludzi pułku policji SS. Kwestia rozmiarów i statusu jednostki nie była sprecyzowana w chwili oficjalnego zaciągu ochotników, których duża liczba umożliwiła sformowanie pełnej dywizji. Stało się to w wyniku ustaleń między SS-Obergruppenführerem Gottlobem Bergerem, szefem SS-Hauptamt a gubernatorem Wächterem. Zwolennikiem utworzenia dywizji na warunkach niemieckich był Andrij Melnyk. Spośród ukraińskich środowisk nabór do dywizji Waffen SS potępiła OUN-B. Banderowcy nawoływali do jej bojkotu, równocześnie jednak skierowali do niej grupę zaufanych osób, wśród nich Bohdana Pidhajnego oraz Mychajło Kaczmara.
Informację o formowaniu dywizji i zaciągu ogłoszono publicznie 28 kwietnia 1943 r. Do Lwowa przyjechał generalny gubernator Hans Frank. W siedzibie starostwa gubernator dystryktu Galizien SS-Brigadeführer dr Wächter ogłosił (…) w obecności członków rządu Generalnego Gubernatorstwa i dystryktu Galizien, a także członków Centralnego Komitetu Ukraińskiego, że Führer pozwolił na utworzenie Dywizji. Ogłoszenie nastąpiło w obecności gen. Wiktora Kurmanowycza, szefa urzędu dystryktu dr Otto Bauera, ministra spraw wewnętrznych GG i wicegubernatora dystryktu krakowskiego dr Ludwiga Losackera, Dowódcy SS i Policji w dystrykcie Fritza Katzmanna, przewodniczącego UCK prof. Włodzimierza Kubijowycza, b. dowódcy 3 korpusu Ukraińskiej Armii Galicyjskiej gen. Antona Kraussa. Po zebraniu w starostwie, w katedrze św. Jura zostało odprawione nabożeństwo, celebrowane przez biskupa Josyfa Slipego w asyście członków kapituły katedry: Hawryła Kostelnyka, Romana Łobodycza oraz ks. Wasyla Łaby, kazanie wygłosił ks. Wasyl Łaba. W szeregach dywizji posługę duszpasterską prowadziło następnie łącznie 12 kapelanów obrządku greckokatolickiego, zatwierdzonych przez metropolitę Andrzeja Szeptyckiego.
Główne uroczystości odbyły się w Sanoku, gdzie 9 maja 1943 odbył się nabór i pochód ok. 1500 ochotników, uroczyste odczytanie proklamacji o powstaniu dywizji w budynku Stadthalle przy ulicy Mickiewicza oraz nabożeństwo w katedrze greckokatolickiej (ob. prawosławnej).
Werbunek ochotników rozpoczęto przed formalnym powołaniem dywizji, co nastąpiło w lipcu 1943. Ostateczna decyzja o utworzeniu dywizji zapadła bowiem dopiero 20 lipca 1943, formalny rozkaz o jej powołaniu podpisał 30 lipca 1943 w imieniu Reichsführera SS Heinricha Himmlera SS-Obergruppenführer i generał Waffen-SS Hans Jüttner, szef SS-Führungshauptamt. Z tego względu z pierwszego naboru ochotników, zgłaszających się już od końca kwietnia 1943 Niemcy utworzyli pięć pułków policyjnych SS (w niemieckiej nomenklaturze określane jako Galizische SS Freiwillige Regimenten).
W grudniu 1943 władze niemieckie zaczęły zastanawiać się nad utworzeniem całego Korpusu Galicyjskiego, w którego skład wchodzić miały oprócz 14 Dywizji – Dywizja Pancerna „Lemberg” oraz Dywizja Górska „Karpaty”, jednak nie zgodził się na to Heinrich Himmler.
Zarówno przysięga wojskowa jaką składali (nie na wierność Ukrainie, lecz na wierność Adolfowi Hitlerowi; Na całe życie będę wierny Adolfowi Hitlerowi, jako wielkiemu wodzowi niemieckich sił zbrojnych, wielkich Niemiec i nowej Europy), zakaz posługiwania się językiem ukraińskim oraz w większości niemieckie dowództwo już mogą świadczyć o faktycznych planach politycznych dla tej jednostki. Pomimo to dywizja cieszyła się dużą popularnością wśród Ukraińców, o czym świadczą przypadki przekazywania ochotnikom sztandarów ukraińskich jednostek z I wojny światowej, czy tłumaczenie skrótu SS jako Strzelcy Siczowi.
Po informacji o formowaniu dywizji, ogłoszonej 28 kwietnia 1943, do punktów werbunkowych zgłosiło się około 80 tysięcy osób, z czego tylko kilkanaście tysięcy objęto przeszkoleniem. Z pierwszego rzutu ochotników utworzono 5 pułków policji SS (numeracja 4 do 8) oraz rezerwowy batalion policji, z których policjantów po rozbiciu ich pułków w czerwcu 1944 włączono w skład dywizji. 4 i 5 pułk policji SS wzięły udział w niemieckich akcjach przeciwpartyzanckich i pacyfikacjach, w czasie których dopuszczały się zbrodni na ludności cywilnej. Małoletnich ochotników skierowano do tzw. Junaków SS, a następnie do jednostek obrony przeciwlotniczej w głębi Niemiec.

## Struktura organizacyjna

### Zarząd Wojskowy
15 kwietnia 1943 utworzono z dwóch Niemców (w tym płk Alfred Bisanz) i 12 Ukraińców Zarząd Wojskowy (Wijskowa Uprawa). Była to ukraińska cywilna instytucja doradczo-pomocowa.
Na przewodniczącego WU wybrano prof. Wołodymyra Kubijowycza, jednak Hans Frank wyznaczył na to stanowisko płk Alfreda Bisanza. Szefem kancelarii został kpt. Osyp Nawroćkyj, a w jego skład wchodzili również:
- kpt. inż. Mychajło Chronowiat – referent naboru i reklamacji
- dr Lubomyr Makaruszka – referent naboru oficerów
- inż. Jurij Krochmaliuk – referent wydziału historyczno-wojskowego
- inż. Andrij Palij – referent pomocy rodzinom ochotników
- o. Wasyl Łaba – duchowa opieka nad Dywizją
- redaktor Stepan Wołyneć – referent propagandy
- dr Wołodymyr Biłozor – referent wydziału zdrowia
- prof. Zenon Zełenyj – referent ds. młodzieży
- dr Iwan Rudnycki – referent wydziału prawniczego
- inż. Jewhen Pindus – zastępca szefa kancelarii
- mgr Mychajło Kusznir – referent kulturalno-oświatowy[21]
- gen. Wiktor Kurmanowycz

### Skład jednostki i jej dowództwo
We wrześniu 1943 na poligonie w Nowej Dębie rozpoczęto kompletowanie i zgrywanie dywizji jako całości. Dowódcami wszystkich samodzielnych jednostek zostali niemieccy oficerowie Waffen SS. Pułki piechoty objęli:
- 1. (29. w ciągłej numeracji pułków Waffen SS) – SS-Sturmbannführer Hans-Otto Forstreuter
- 2. (30.) SS-Obersturmbannführer Friedrich Dern
- 3. (31.) – SS-Obersturmbannführer Paul Herms
- pułk artylerii – SS-Obersturmbannführer Friedrich Beyersdorf
- dywizjon przeciwlotniczy – SS-Sturmbannführer Serge von Küster
- dywizjon fizylierów – początkowo SS-Hauptsturmführer Sepp Syr, a następnie SS-Hauptsturmführer Karl Bristot
- batalion saperów – SS-Sturmbannführer Josef Remberger
- dywizjon przeciwpancerny – SS-Hauptsturmführer Hermann Kascher
- polowy batalion zapasowy – SS-Hauptsturmführer SS Johannes Kleinow
- pułk zapasowy – SS-Obersturmbannführer Carl Marks

Szefem sztabu dywizji został odkomenderowany z Wehrmachtu mjr Wolf-Dietrich Heike. Tylko trzy stanowiska dowódcze zajęli Ukraińcy: dowódcą 3 batalionu 29 pułku został kpt. Mychajło Brygider, dowódcą dywizjonu artylerii ciężkiej mjr Mykoła Palijenko, a dowódcą 1 batalionu 29 pułku mjr Jewhen Pobihuszczyj.
- Waffen-Grenadier-Regiment der SS 29 (galizisches Nr. 1)
- Waffen-Grenadier-Regiment der SS 30 (galizisches Nr. 2)
- Waffen-Grenadier-Regiment der SS 31 (galizisches Nr. 3)
- Waffen-Artillerie-Regiment der SS 14
  - Waffen-Füsilier-Bataillon 14
  - SS-Freiwilligen-Flak-Abteilung 14
  - Waffen-Nachrichten-Abteilung der SS 14
  - SS-Radfahr-Bataillon 14
  - Waffen-Pionier-Bataillon der SS 14
    - Waffen-Panzerjager-Kompanie 14

  - SS-Sanitäts-Abteilung 14
    - SS-Veterinär-Kompanie 14
- SS-Division-Nachschubtruppen 14
  - SS-Wirtschafts-Bataillon 14
    - SS-Versorgungs-Kompanie 14
      - SS-Feldpostamt 14
      - SS-Kriegsberichter-Zug 14
      - SS-Feldgendarmerie-Trupp 14

  - SS-Feldersatz-Bataillon 14

## Szlak bojowy
Jednostki dywizji szkolono w różnych krajach: terenach okupowanych państwa polskiego (np. Dębica), Niemczech, Austrii, Francji i Holandii. Jak się okazało stosunek władz niemieckich do ochotników ukraińskich nie był najlepszy: żołnierze narzekali na gorsze umundurowanie i wyżywienie w stosunku do jednostek niemieckich, ograniczono także znacznie elementy wyszkolenia ukraińskich oficerów. Wśród Ukraińców szerzyły się nastroje „zawiedzionych nadziei”, a dużą popularnością cieszyła się UPA. Jednak inspekcja dokonana w maju 1944 przez Himmlera w obozie szkoleniowym w Neuhammer (Świętoszów) koło Żagania utwierdziła go w przekonaniu, że jednostka gotowa jest do podjęcia działań na większą skalę. By wzmocnić morale i zapobiec dezercjom Himmler w przemówieniu do oficerów dywizji 17 maja 1944 wprowadził wątki antypolskie, co było zgodne z polityką niemiecką zmierzającą do wzmożenia konfliktu polsko-ukraińskiego. W swoim wystąpieniu „stwierdził, że formację tę należy określać jako ukraińską (a nie „galicyjską”), i przyznał, iż jej żołnierze to Ukraińcy”.
W lutym i marcu 1944 wydzielone z dywizji oddziały – SS-Kampfgruppe Beyersdorf, brały udział w akcjach przeciwpartyzanckich na Lubelszczyźnie. Również część pułków policyjnych, uformowanych z ochotników do 14 Dywizji, brała udział w niemieckich operacjach antypartyzanckich – 5 pułk policji SS na Lubelszczyźnie (Zamojszczyzna, Chełmszczyzna, południowe Podlasie, Polesie Lubelskie), 4 pułk policji SS na Podolu, gdzie dopuściły się zbrodni wojennych. 4 pułk policji SS jest obarczany odpowiedzialnością za masakry Polaków w Hucie Pieniackiej, Podkamieniu i Chodaczkowie Wielkim.
Pierwotny plan niemiecki zakładał użycie dywizji na wschód od Stanisławowa, na przedpolu Karpat, jednak w połowie czerwca plan zmieniono, i nakazano dywizji zająć pozycje na zachód od Brodów.
28 czerwca 1944 rozpoczął się transport skoncentrowanej dywizji koleją ze Świętoszowa. Jednostkę (wówczas w sile trzech pułków piechoty) przerzucono z terenu Rzeszy w okolice Brodów. Dywizja zajęła pozycje w drugiej linii, bez wsparcia lotniczego. Pierwszej linii obrony bronił XIII Korpus Armijny oraz jednostki 4 Armii Pancernej w sile około 50 czołgów.

Dowództwo Armii Czerwonej, planując operację lwowsko-sandomierską, zdecydowało się na utworzenie w okolicy Brodów kotła, i zniszczenie dużych sił niemieckich.

Przewaga wojsk sowieckich nad niemieckimi oddziałami była w tym rejonie wprost miażdżąca, przy czym w lotnictwie całkowita. Nic więc dziwnego, że gdy 13 lipca ruszyła ofensywa Armii Czerwonej, obrona niemiecka szybko została przełamana. W celu zatrzymania przeciwnika Niemcy rzucili do kontrataku Dywizję SS „Galizien”. W wyniku beznadziejnej walki przeciwko 3. Armii Pancernej, pod ciągłymi uderzeniami radzieckich samolotów, 30. pułk piechoty praktycznie przestał istnieć. Armia Czerwona 18 lipca zamknęła pierścień okrążenia wokół kilku niemieckich dywizji i jednej ukraińskiej.

Armia Czerwona wykonała dwa uderzenia: jedno znad Styru w rejonie na północny zachód od Krzemieńca i Beresteczka, natomiast drugie z rejonu Zbaraża. Kleszcze okrążenia zamknęły się w okolicy Buska. W okrążeniu znalazło się 7 niemieckich dywizji oraz około 7 tysięcy żołnierzy 14 dywizji Grenadierów SS. Jednostki te zostały rozbite ostatecznie 22 lipca 1944.
Części żołnierzy dywizji (około 800) wraz z dowódcą SS-Brigadeführerem Fritzem Freitagiem udało się przebić w rejonie Złoczowa. Grupa ta oraz przebijający się samodzielnie lub w małych grupach żołnierze skierowali się w kierunku Podkamień-Żydaczów-Stryj-Drohobycz-Sambor-Turka-Przełęcz Użocka do Serednego na Zakarpaciu, pomiędzy Użhorodem a Mukaczewem. W sumie dotarło tam około 1500 żołnierzy uratowanych z kotła, oraz 1500 żołnierzy ze służb tyłowych, które nie znalazły się w okrążeniu (batalion zapasowy, służba weterynaryjna i techniczna).
7300 żołnierzy ukraińskich okrążonych w kotle brodzkim zostało uznanych za zaginionych w akcji – zginęło lub zostało rozstrzelanych przez Sowietów po wzięciu do niewoli. Kilkuset spośród ocalałych przeszło w szeregi UPA. Z Serednego ocalałych żołnierzy przewieziono do Świętoszowa, gdzie czekało już 7 tysięcy przeszkolonych żołnierzy. Powtórne formowanie dywizji rozpoczęło się 15 września 1944.
Po odtworzeniu (do stanu około 11 500 ludzi), pododdziały dywizji, zorganizowane w dwie grupy bojowe (SS-Kampfgruppe Wildner i SS-Kampfgruppe Wittenmeyer) walczyły z partyzantką na Słowacji w okolicach Żyliny. Dywizja zepchnęła partyzantów na północ, w kierunku Tatr, i ochraniała niemieckie linie komunikacyjne. Następnie skierowano dywizję do Austrii, gdzie 28 lutego 1945 zajęła pozycje w pobliżu granicy jugosłowiańskiej, skąd przerzucono ją w okolice Mariboru z zadaniem zwalczania komunistycznej partyzantki Tity oraz obrony Bad Gleichenberg. Od 1 kwietnia 1945 dywizja walczyła w rejonie Grazu w Austrii, gdzie w ciężkich walkach z Armią Czerwoną straciła około tysiąca zabitych i rannych.
19 kwietnia 1945 do sztabu dywizji przybył gen. Pawło Szandruk, od 15 marca 1945 przewodniczący Ukraińskiego Komitetu Narodowego i głównodowodzący Ukraińskiej Armii Narodowej, podporządkowując sobie SS-Brigadefuhrera Fritza Freitaga i przejmując bezpośrednio dowodzenie dywizją. Na rozkaz gen. Szandruka 25 kwietnia żołnierze dywizji złożyli przysięgę na wierność Ukrainie i nałożyli na czapki ukraińskie godło państwowe (tryzub).
Po opuszczeniu na rozkaz generała Pawło Szandruka linii frontu 7 maja 1945, oddziały dywizji przeszły rzekę Mur, przechodząc do brytyjskiej strefy okupacyjnej Austrii. 10 maja 1945 SS-Brigadeführer Fritz Freitag popełnił samobójstwo, bezpośrednią komendę nad dywizją przejął gen. Mychajło Krat. Oddziały dywizji skapitulowały przed Brytyjczykami i Amerykanami w rejonie Tamsweg. Po kapitulacji jeńcy zostali przez Brytyjczyków poprzez obóz w Spittal przewiezieni do obozu w Bellaria, a następnie Rimini (w Romanii), na terenie operacyjnym II Korpusu Polskiego we Włoszech.
Generał Pawło Szandruk bezpośrednio po kapitulacji jednostki zażądał od Brytyjczyków spotkania w cztery oczy z generałem Władysławem Andersem, swym dowódcą z września 1939 r. (ówcześnie dowódcą II Korpusu Polskich Sił Zbrojnych na Zachodzie na froncie włoskim), które mu umożliwiono. W konsekwencji osobistej interwencji gen. Andersa w Londynie, a także stanowiska Stolicy Apostolskiej, Brytyjczycy mimo sowieckich żądań nie wydali żołnierzy ukraińskich Józefowi Stalinowi, gdyż uznali ich za obywateli polskich (byli nimi bezsprzecznie do 1939 – agresja i okupacja sowiecka z 17 września 1939 nie zmieniała ich statusu prawnego) i umożliwili im osiedlenie się w r. 1947 w Wielkiej Brytanii i krajach Wspólnoty Brytyjskiej.
Wbrew powszechnej opinii dywizja nie uczestniczyła w tłumieniu powstania warszawskiego. Z formacji kolaboracyjnych złożonych z Ukraińców w walkach z powstańcami w drugiej połowie września 1944 na Czerniakowie i w Puszczy Kampinoskiej uczestniczył Ukraiński Legion Samoobrony.

## Zbrodnie wojenne. Prowadzone śledztwa
24 lipca 1944, w okolicach Iwonicza, SS Galizien przeprowadziła mord 72 osób, w tym. członków AK i BCh.
W Polsce obecnie toczy się śledztwo pionu śledczego Instytutu Pamięci Narodowej w sprawie zbrodni wojennej popełnionej w Hucie Pieniackiej przez funkcjonariuszy SS-Galizien i nacjonalistów ukraińskich gdzie 28 lutego 1944 zamordowano 868 Polaków. 16 kwietnia 1944 roku policjanci 4 pułku policji zamordowali Polaków w Chodaczkowie Wielkim, gdzie zginęło według różnych źródeł od 250 do 854 mieszkańców wsi.
Główna Komisja Ścigania Zbrodni przeciwko Narodowi Polskiemu prowadzi również śledztwa w sprawie okoliczności pacyfikacji wsi Prehoryłe i Smoligów. Dnia 2 lutego 1944 jednostka ukraińska brała udział w pacyfikacji wsi Borów oraz okolicznych wsi. Oddziały żandarmerii i SS w sile około 3 tysięcy żołnierzy wkroczyły w nocy do wsi całkowicie niszcząc całość 280 gospodarstw przy użyciu broni pancernej.
Sprawcami zbrodni na ludności polskiej w wymienionych miejscach były, według dotychczas poczynionych ustaleń śledczych, 4 i 5 galicyjskie pułki policyjne SS (w niemieckiej nomenklaturze określane jako Galizische SS Freiwillige Regimenten), skierowane do walk przeciwpartyzanckich na bezpośrednim zapleczu frontu wschodniego. Były one złożone z pierwszego naboru ukraińskich ochotników do 14 Dywizji, dokonanego przed jej formalnym powołaniem w lipcu 1943, odkomenderowanego przez Niemców do służby policyjnej. W śledztwie IPN w sprawie ustalenia sprawców zbrodni w Hucie Pieniackiej określa się 4 pułk policji SS jako 4 Pułk Dywizji „SS-Galizien”.
Po rozbiciu 14 Dywizji w bitwie pod Brodami policjanci ukraińscy z pułków policyjnych (rozbitych również w tym samym czasie na froncie wschodnim) zostali wcieleni do 14 Dywizji Grenadierów SS w ramach jej odtwarzania w obozie ćwiczebnym w Świętoszowie.
W październiku 1947 roku, po zgodzie rządu Wielkiej Brytanii na imigrację żołnierzy Ukraińskiej Armii Narodowej do Wielkiej Brytanii i odmowę ich wydania ZSRR, ówczesny rząd polski wniósł skargę do Organizacji Narodów Zjednoczonych przeciwko „SS-Galizien”, stwierdzając, że jej jednostki spacyfikowały Hutę Pieniacką, mordując 800 cywilów.
Również podczas pobytu na Słowacji pojawiają się zarzuty o popełnienie przez 14 Dywizję SS zbrodni wojennych, nie jest to jednak udokumentowane (przypisywane zbrodnie mogą być dziełem innych jednostek). Ukraińcom udowodniono tylko rozstrzelanie kilku osób w Niżnej Boćy.
Formacje SS, w tym 14 Dywizja Waffen SS-Galizien, (z wyjątkiem SS-Reiterei), zostały uznane przez Międzynarodowy Trybunał Wojskowy w Norymberdze za organizację zbrodniczą.

## Kolejne nazwy dywizji
- 14. SS-Freiwilligen-Division Galizien (30 czerwca – 22 października 1943)
- 14. Galizische SS-Freiwilligen-Division (22 października 1943 – 27 czerwca 1944)
- 14. Waffen-Grenadier-Division der SS (galizische Nr. 1), (27 czerwca – 12 listopada 1944)
- 14. Waffen-Grenadier-Division der SS (ukrainische Nr. 1), (12 listopada 1944 – 25 kwietnia 1945)
- 1. Ukrainische Division der Ukrainischen National-Armee (25 kwietnia – 8 maja 1945)

## Dowódcy
- 30 czerwca – 18 października 1943[44]: SS-Gruppenführer Walter Schimana;
- 20 listopada 1943[45] – 24 kwietnia 1945[46]: SS-Brigadeführer Fritz Freitag
- 24 kwietnia – 8 maja 1945: generał Pawło Szandruk jako d-ca Ukraińskiej Armii Narodowej (przejęcie dywizji spod komendantury niemieckiej i podporządkowania Waffen-SS – przekształcenie w 1 Dywizję UAN)